# Listă de actrițe - X
|  | Listă de actrițe \| \| Listă de actrițe - X \| Liste alfabetice de actori și actrițe \| Listă de actori A - B - C - D - E - F - G - H - I - J - K - L - M - N - O - P - Q - R - S - T - U - V - W - X - Y - Z |

## Actrițe - X
| - Chica Xavier - Margarita Xhepa - Meng Xia | - Mariana Ximenes - Fan Xu | - Jinglei Xu - Xuxa |

## Actori
|  | Listă de actori \| \| Listă de actrițe \| Liste alfabetice de actori și actrițe \| Listă de actori A - B - C - D - E - F - G - H - I - J - K - L - M - N - O - P - Q - R - S - T - U - V - W - X - Y - Z |